# Torre del Orejón

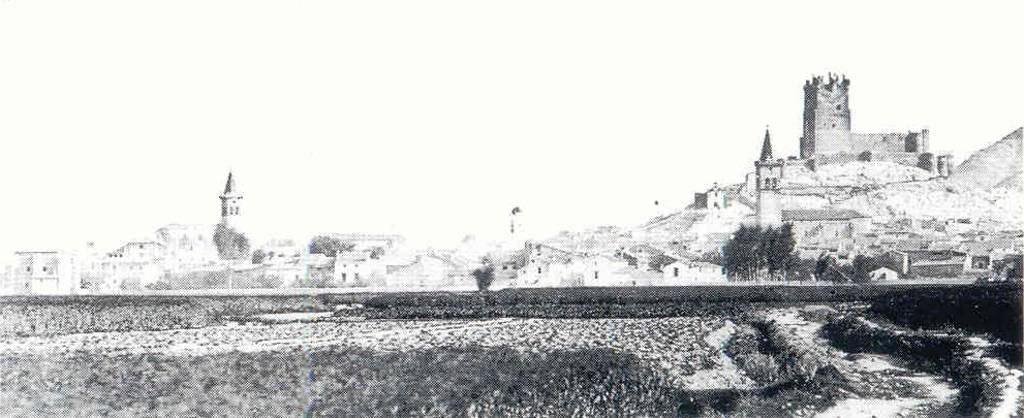
Imagen de 1858 en la que se distingue la Torre del Orejón entre las Torres de Santiago y Santa María.

La Torre del Orejón, Torre de la Villa o Torre del Relox fue una torre provista de reloj situada en Villena (Alicante) hasta 1888, año en que se mandó demoler ya que se daba por insegura. La denominación de Torre del Orejón proviene de un mecanismo del reloj de la torre, mediante el cual, al mismo tiempo que sonaban las campanas, se abría una ventana por la que aparecía un autómata con forma de grotesca cabeza de enormes orejas, a modo de cuco.

## Historia

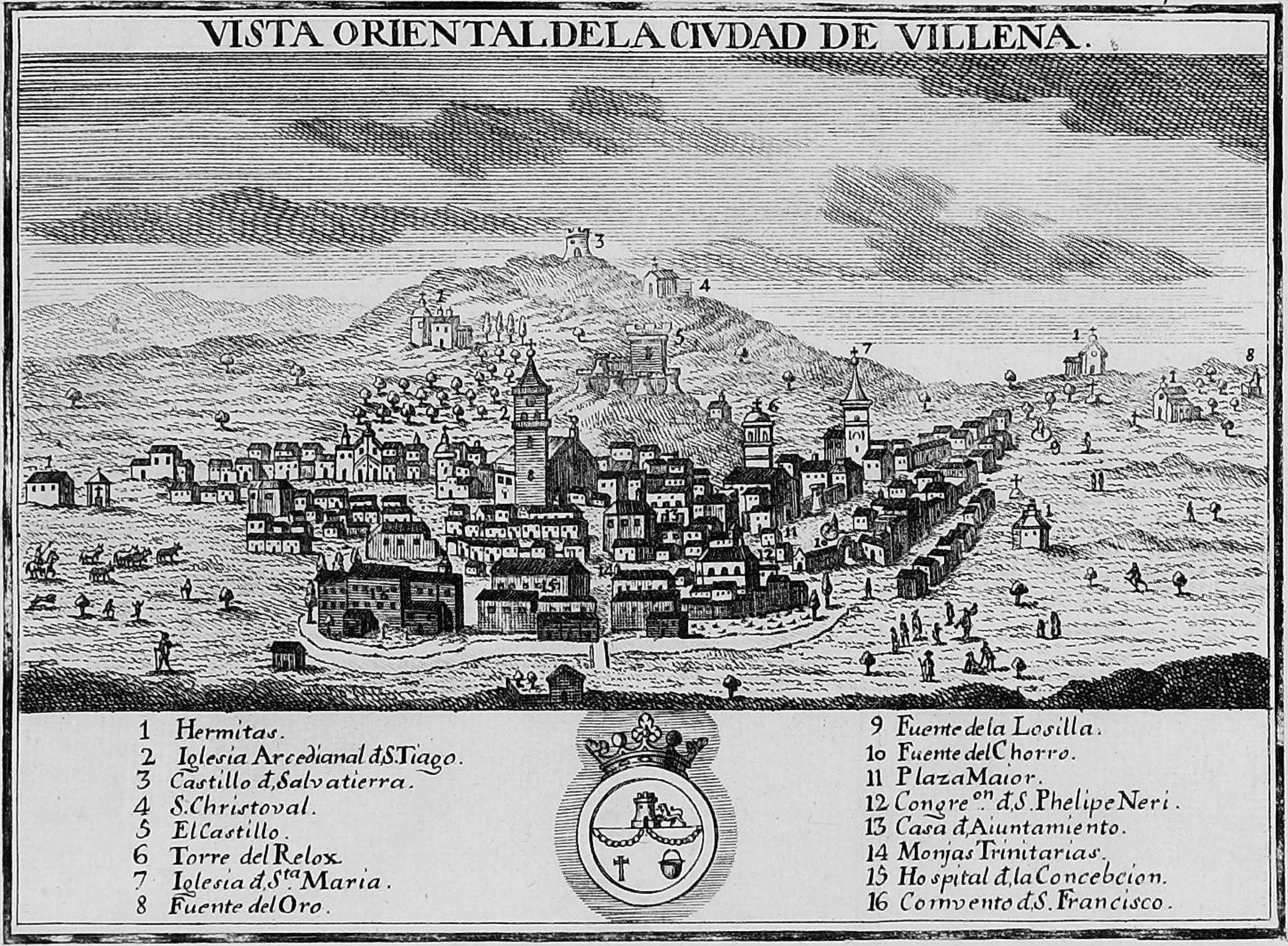
«Vista Oriental de la Civdad de Villena». En esta obra de Juan Fernando Palomino, publicada en 1878, se señala la Torre del Relox.

Aunque no se sabe cuándo se construyó, la denominación de Torre de la Villa permite situar su construcción antes del 25 de febrero de 1525, dado que en esa fecha el emperador Carlos V concedió a Villena el título de ciudad. En el grabado de Palomino que aparece en el Atlante Español de Bernardo Espinalt aparece como Torre del Relox, lo que demuestra que la maquinaria ya se había instalado en la torre. En la misma obra de Espinalt se explica la situación de la misma junto a una antigua puerta de la ciudad:

[Villena] Es Ciudad abierta; y aunque en lo antiguo tenia tres Puertas, en el dia se puede entrar por muchas partes, por estár caídas las Murallas; pero se conserva una, llamada de la Villa, sobre la que está colocada la Torre del Relox [...].

Según las noticias que nos han llegado, eran muchas las personas que se reunían a las 12 del mediodía en la Plaza Mayor para admirar al Orejón. Además, llegó a ser uno de los símbolos de la ciudad, cuya fama se equiparó a la de El Bobo de Coria y el Papamoscas de Burgos.
La llamada Campanica de la Virgen que actualmente se encuentra en la Iglesia de Santa María, procede de la Torre del Orejón. Ésta servía no sólo para dar las horas, sino también para avisar el toque de queda, a las 9 en invierno y a las 10 en verano.

### Derribo
El proceso de derribo de la Torre de inició el 8 de noviembre de 1885 a partir de la carta leída en una sesión de Ayuntamiento en la que Patrocinio López, Antonio Ferrer y Francisco Navarro manifiestan que:

[...] ya desde algún tiempo vienen observando que de la torre se desprenden algunos pedazos de tierra que demuestran en concepto de los exponentes que el edificio se halla en inminente y próxima ruina, y que para evitar desgracias personales lo ponían en conocimiento de la Municipalidad, para que tomase las medidas de precaución que estimara oportunas.

Se emite un informe pero la situación queda parada hasta agosto de 1887, en que se instruye informe sobre la ruina que amenaza la Torre del Orejón. A principios de 1888 el Arquitecto provincial visita la ciudad y aconseja la inmediata demolición o el apuntalamiento de sus muros, pisos y cubiertas interiores. El 15 de enero se decide apuntalar la torre y levantar una nueva a la entrada de la plaza, mirando a la carretera de Alicante a Ocaña.

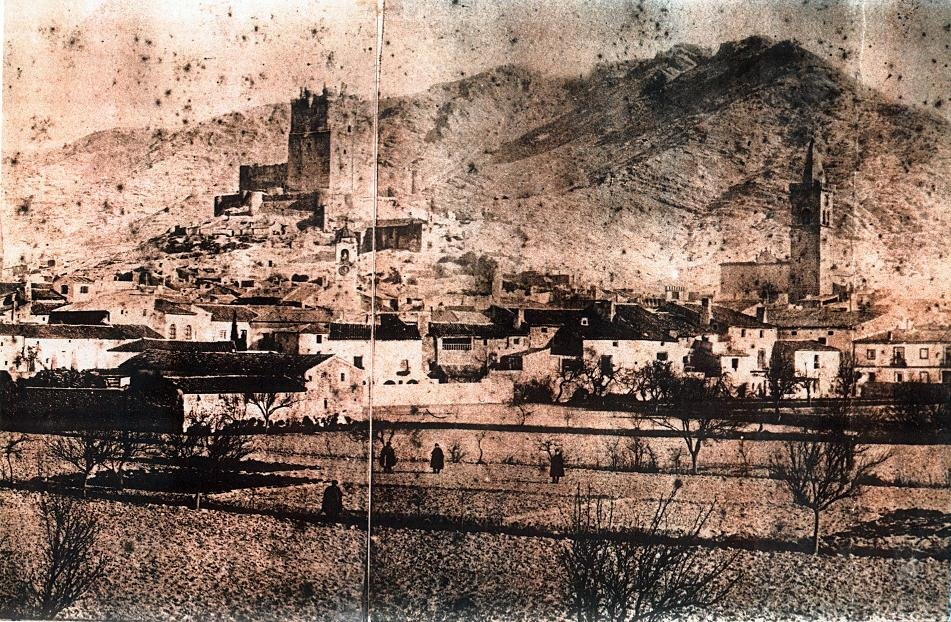
Detalle de una vista de Villena, en la que se distingue la Torre del Orejón justo bajo el cuerpo del Castillo de la Atalaya.

El sentimiento popular, mayoritariamente en contra de la demolición, se puede observar en los siguientes fragmentos de la zarzuela La Torre del Orejón:

El puente Madrí y las Cruces 
 la Losilla y el Portón, 
 dice que han mercao pañuelos 
 pa llorarle al Orejón.

Aquí, muchachos, llegar, 
 y empuñar el matracón 
 pa dejar sin resollar 
 al que toque al Orejón.

Sin embargo los ánimos se calmaron argumentando que no se trataba de destruir, sino de recolocar, y que además, derribando la torre se ensancharía y hermosearía la calle Mayor, una de las principales arterias de la ciudad en aquella época. Sin embargo, el Arquitecto provincial determina que el nuevo lugar elegido para la torre no reúne las condiciones y que además los gastos serían demasiado elevados, con lo que aconseja trasladar el Orejón a la torre de Santa María. El 22 de julio de 1888 se decide cuál será la manera y el coste de derribar la torre, y se sabe, por un acta de sesión del Ayuntamiento, que el 21 de octubre la torre ya había sido demolida.

## Características
Medía unos 3,5 metros cuadrados de base por 20 de altura, y estaba situada junto a la casa de Patrocinio López Balaguer. Desde la torre hasta la esquina de la calle del Reloj, había un arco de unos 4 metros de luz. Por la parte de la calle Mayor, la torre tenía una pequeña entrada con puerta de madera lisa que daba a las escaleras que, en forma rectangular, subían a diferentes pisos. En el primero se encontraba el Orejón, y en los restantes, el reloj y las campanas. El estilo constructivo era ecléctico, predominando los elementos barrocos.
Al principio, dentro de la vivienda de la citada Patrocinio se encontraba la llamada Casa del Pregonero, donde éste guardaba los utensilios propios de cargo. Al sonar las horas, el mecanismo hacía que se abriera la caja de dos puertas que contenía la grotesca cabeza del Orejón.

## El Orejón
El Orejón se trataba de una talla de madera de unos 50 cm de altura que formaba parte del reloj público. Se ignora quiénes fueron sus constructores. Se sabe que este tipo de maquinarias se realizaban en Grenoble (Francia) a finales de la Edad Media, pero no se puede descartar que los autores fueran villenenses, ya que tenían reconocida fama como constructores de relojes. La talla representaba una cabeza de pícara y burlona sonrisa, cara ancha y enormes orejas.

### La talla tras el derribo
Al derribarse la torre, se realizó un nuevo Orejón para la torre de Santa María, que pronto cayó en desuso y se eliminó, debido a la altura en que se situó y a que el nuevo mecanismo se averiaba con frecuencia. El Orejón original pasó a poder de Pedro Ritas García, concejal del Ayuntamiento, aunque para 1909 había pasado a manos de Manuel Ritas García, hermano del anterior y alcalde de la ciudad. Éste obsequió el Orejón al Sr. Gómez Tortosa, que fue juez de Villena y último poseedor conocido de la talla, que en la actualidad se halla en paradero desconocido, si es que no ha sido destruida.